# Тённесманн, Андреас
Андреас Тённесманн (нем. Andreas Tönnesmann; род. 24 октября 1953, Бонн, Германия) — немецкий историк искусств.

## Биография
Андреас Тённесманн родился в 1953 году в Бонне, изучал историю искусств и литературоведение в университетах Германии и Италии. В 1980 году защитил диссертацию в Боннском университете. Проводил исследовательскую деятельность в Библиотеке Герциана (Рим) и Мюнхенском техническом университете. Преподавал в университетах Бонна, Аугсбурга и Базеля, с 2001 года профессор истории искусств и архитектуры в Швейцарской высшей технической школе Цюриха.
Основная сфера интересов Андреаса Тённесманна — европейское искусство и архитектура от эпохи Возрождения до современности.
Является членом жюри Prix Jubilé Швейцарской академии гуманитарных и общественных наук и Университета комиссии Istituto Svizzero di Roma.